# Pipiza unimaculata
Pipiza unimaculata är en tvåvingeart som beskrevs av Cheng, Huang och Duan 1998. Pipiza unimaculata ingår i släktet gallblomflugor, och familjen blomflugor. Inga underarter finns listade i Catalogue of Life.